# Hengshui
Hengshui is een stad in de gelijknamige prefectuur in China. Hengshui ligt in het noorden van de noordoostelijke provincie Hebei, Volksrepubliek China. Bij de volkstelling van 2020 had de stad 885.468 inwoners, de gehele prefectuur had 4.212.933 inwoners.
Bij de prefectuur behoren ook de steden Jizhou en Shenzhou.